# فران ماكي
فران ماكي (بالإنجليزية: Fran McKee)‏ هي ضابطة أمريكية، ولدت في 13 سبتمبر 1926 في فلورنس في الولايات المتحدة، وتوفيت في 3 مارس 2002 في Annandale, Virginia ‏ في الولايات المتحدة.